# Campeonato Europeo de Vóley Playa de 2023
El XXXI Campeonato Europeo de Vóley Playa se celebró en Viena (Austria) entre el 2 y el 6 de agosto de 2023 bajo la organización de la Confederación Europea de Voleibol (CEV) y la Federación Austríaca de Voleibol.

## Calendario
| FP | Fase preliminar | 1/8 | Octavos de final | 1/4 | Cuartos de final | 1/2 | Semifinales | F | Finales |

| Agosto de 2023   | 02 Mié | 03 Jue | 04 Vie | 05 Sáb  | 06 Dom  |
| ---------------- | ------ | ------ | ------ | ------- | ------- |
| Torneo masculino | —      | FP     | 1/8    | 1/4     | 1/2 y F |
| Torneo femenino  | FP     | 1/8    | 1/4    | 1/2 y F | —       |

## Medallistas
| Evento            | Oro                                    | Plata                                       | Bronce                                    |
| ----------------- | -------------------------------------- | ------------------------------------------- | ----------------------------------------- |
| Masculino (06.08) | David Åhman · Jonatan Hellvig · Suecia | Leon Luini · Yorick de Groot · Países Bajos | Serhi Popov · Eduard Reznik · Ucrania     |
| Femenino (05.08)  | Tanja Hüberli · Nina Brunner · Suiza   | Daniela Álvarez · Tania Moreno · España     | Laura Ludwig · Louisa Lippmann · Alemania |

## Medallero
| Núm. | País         | Oro | Plata | Bronce | Total |
| ---- | ------------ | --- | ----- | ------ | ----- |
| 1    | Suecia       | 1   | 0     | 0      | 1     |
| 1    | Suiza        | 1   | 0     | 0      | 1     |
| 3    | España       | 0   | 1     | 0      | 1     |
| 3    | Países Bajos | 0   | 1     | 0      | 1     |
| 5    | Alemania     | 0   | 0     | 1      | 1     |
| 5    | Ucrania      | 0   | 0     | 1      | 1     |
|      | TOTAL        | 2   | 2     | 2      | 6     |